# 能郷白山
能郷白山（のうごうはくさん）は、岐阜県本巣市、揖斐郡揖斐川町と福井県大野市にまたがり、両白山地に属する標高の1,617 mの山である。岐阜・福井両県境の最高峰。

## 概要
周辺は豪雪地帯であり、奥美濃の最高峰であるこの山は、濃尾平野から望む一番遅くまで雪を抱いた山である。深田久弥は日本百名山選定の際に荒島岳と能郷白山との二つから前者を選んだ。後者のこの山は、深田クラブにより日本二百名山に選定されている。ぎふ百山のひとつに選定されている。別名が、白山、能郷山、権現山。

## 環境

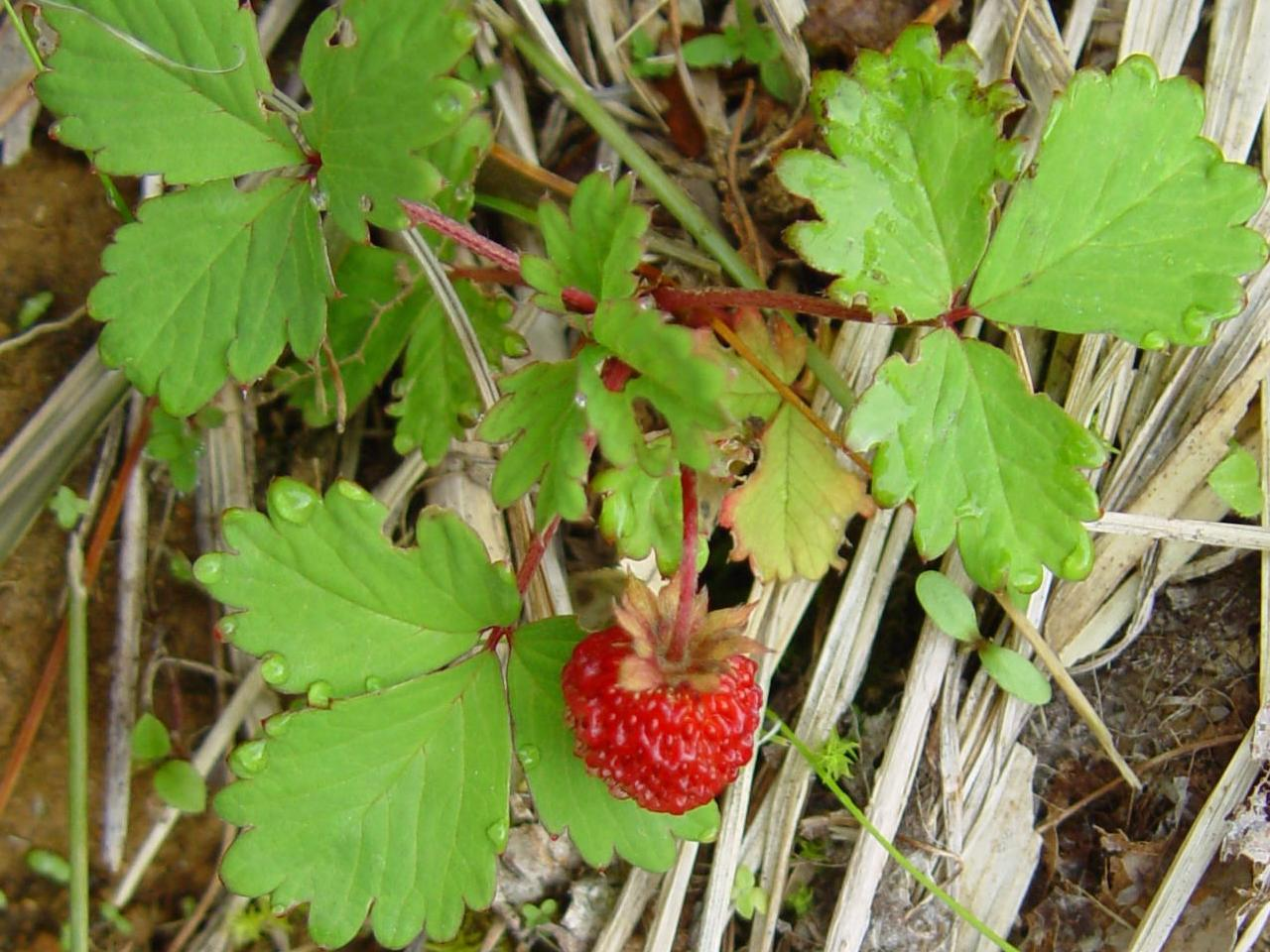
ノウゴウイチゴ

岐阜県側山域（656.45 ha）は亜高山性植物およびブナのすぐれた天然林のため、「能郷白山自然環境保全地域」に指定されている。山体は花崗閃緑岩などで構成される。ノウゴウイチゴは、日本で最初にこの山で発見されたことによる。かつては山全体がブナやミズナラなどの自然林で覆われていたが、戦後能郷谷一帯でほとんどが伐採された。山頂には一等三角点があり、熊笹が生い茂っている。山の上部にはニッコウキスゲなどの花が多い山である。周辺では、イワウチワ、オオバキスミレ、カタクリ、キクザキイチゲ、キジムシロ、コバイケイソウ、ザゼンソウ、サラサドウダン、サンカヨウ、シモツケソウ、ツクバネソウ、ニッコウキスゲ、ヒメイチゲ、ムラサキヤシオツツジなどの多くの花々が見られる。周辺の山域に生息するカンムリレンズガイ（中国語: Otesiopsis kanumuriyamensis）（Otesiopsis kanumuriyamensis）は、岐阜県のレッドリストで準絶滅危惧の指定を受けている。

## 白山信仰

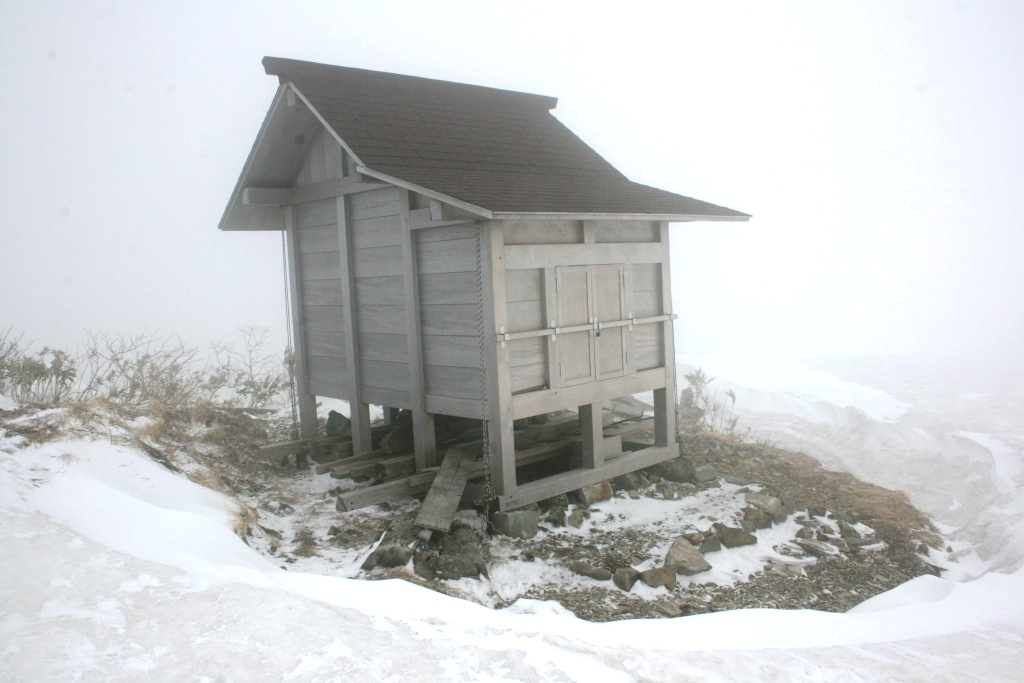
山頂部にあった能郷白山神社奥宮（現存せず）

加賀白山を開いた泰澄上人が、加賀白山の山頂から見渡したときにこの山が目に留まり白山権現の分祀を思いつき、開山し祠を祀ったと伝えられている。加賀白山とともに白山信仰の山である。かつて山頂には能郷白山神社奥宮の祠があったが、2018年（平成30年）の台風で倒壊したため現存していない。能郷谷の麓（能郷）には、能楽堂のある白山神社（白山権現里宮）がある。毎年4月13日の例祭で能郷の能・狂言が奉納されている。

## 歴史
- 718年（養老2年）：泰澄上人により開基したとされている[8][14]。
- 1897年（明治30年）：現在の能郷白山神社の社殿が再建される。
- 1965年（昭和40年）秋：集中豪雨により麓の能郷谷が土砂で埋め尽くされる[20]。
- 1976年（昭和51年）2月3日：岐阜県の能郷白山自然環境保全地域に指定される[12]。
- 1988年（昭和63年）9月：国道157号の温見峠からの登山道が開設される[15]。
- 2018年（平成30年）：この年発生した台風により、能郷白山神社の奥宮が倒壊[8]。御神体は里宮に遷される。
- 2022年（令和4年）：奥宮跡地にステンレス製の祠が建てられる。

## 登山ルート

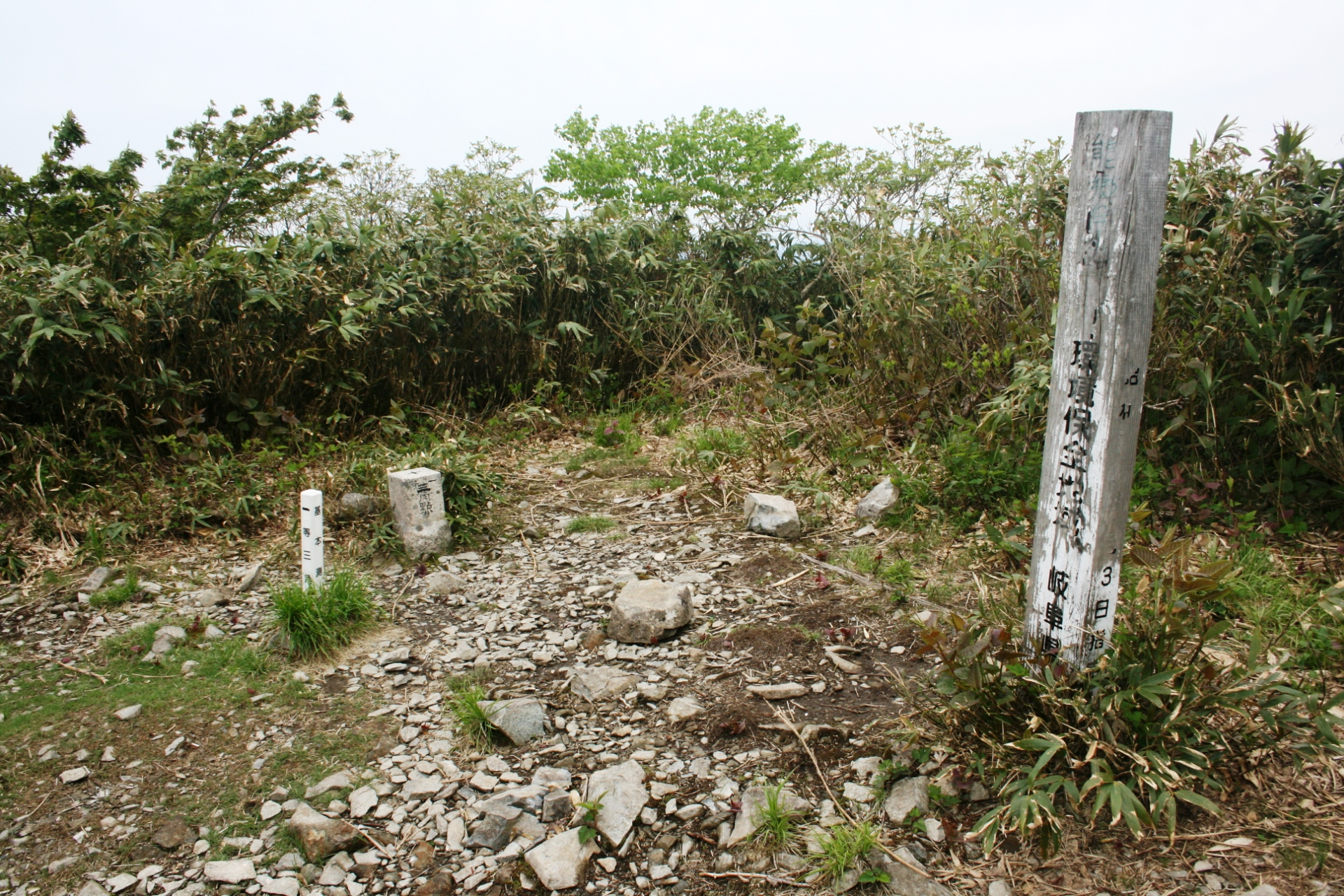
山頂の一等三角点、山頂部にはクマザサなどが生い茂る

山頂に至る北側と南側からの二つの登山道が開設されている。岐阜県警察の山岳警備隊は、能郷白山を管轄する能郷白山方面隊が編成されている。
- 温見峠からのルート[22]

国道157号の岐阜県と福井県との県境である温見峠から、稜線伝いに登る最短のルート。温見峠付近には5台ほどの駐車スペースが設けられており、1492mのピーク（コロンブスピークの別名がある）を経て山頂に至るコースとなっている。登山口から山頂までは約2時間の行程となる。途中にはロープが設置された場所もある。
- 能郷谷からのルート

岐阜県本巣市の根尾川支流の能郷谷から、前山の山腹を経由する健脚向きのルート。麓の白山権現里宮の横には、登山届ボックスが設置されている。

## 地理
両白山地北部の加越山地の加賀白山に対して、南部の越美山地で能郷谷の麓に能郷集落があるため能郷白山と呼ばれている。山名は能郷谷の奥にそびえることに由来する。両白山地の屏風山へつながる鞍部には国道157号の温見峠があり、太平洋と日本海の分水嶺となっている。山頂からは、伊吹山、白山、恵那山、北アルプスの山々、濃尾平野や伊勢湾も眺めることができる。

### 周辺の主な山

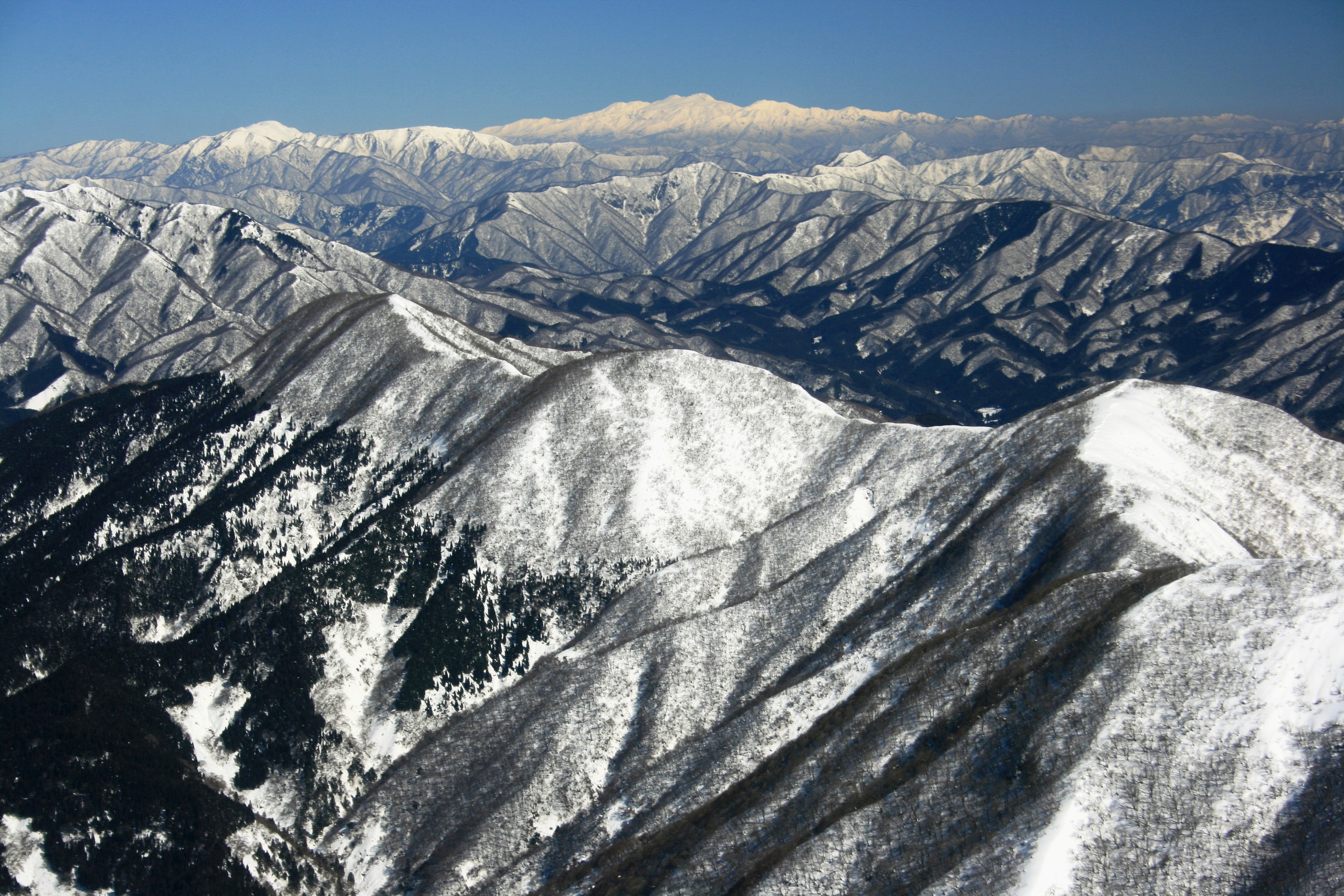
伊吹山から望む能郷白山（左奥）周辺の山並み、中央奥は白山

山頂から南西には、標高1,541mの磯倉と呼ばれる三角錐の山容の山がある。南西には徳山湖がある。
| 山容 | 山名       | 標高 (m) | 三角点等級 基準点名 | 能郷白山からの 方角と距離(km) | 備考                          |
| ---- | ---------- | -------- | ------------------- | ----------------------------- | ----------------------------- |
|      | 白山       | 2,702.17 | 一等 「白山」       | 北東 49.4                     | 日本百名山                    |
|      | 荒島岳     | 1,523.49 | 一等 「荒島岳」     | 北 20.6                       | 日本百名山                    |
|      | 屏風山     | 1,354.20 | 二等 「屏風山」     | 東 10.9                       |                               |
|      | 冠山       | 1,256.60 | 三等 「冠山」       | 西 9.7                        | 日本三百名山                  |
|      | 姥ヶ岳     | 1,453.62 | 二等 「小沢」       | 北 5.3                        |                               |
|      | 能郷白山   | 1,617.33 | 一等 「能郷白山」   | 0                             | 越美山地の最高峰 日本二百名山 |
|      | 磯倉       | 1,541    |                     | 南 1.5                        | 踏み跡不明瞭                  |
|      | 徳山ダム   | 約410m   |                     | 南 10.8                       | 日本の最大規模のダム          |
|      | 小津権現山 | 1,157.79 | 二等 「小津」       | 南 18.4                       | 小津三山の南端                |

### 源流の河川

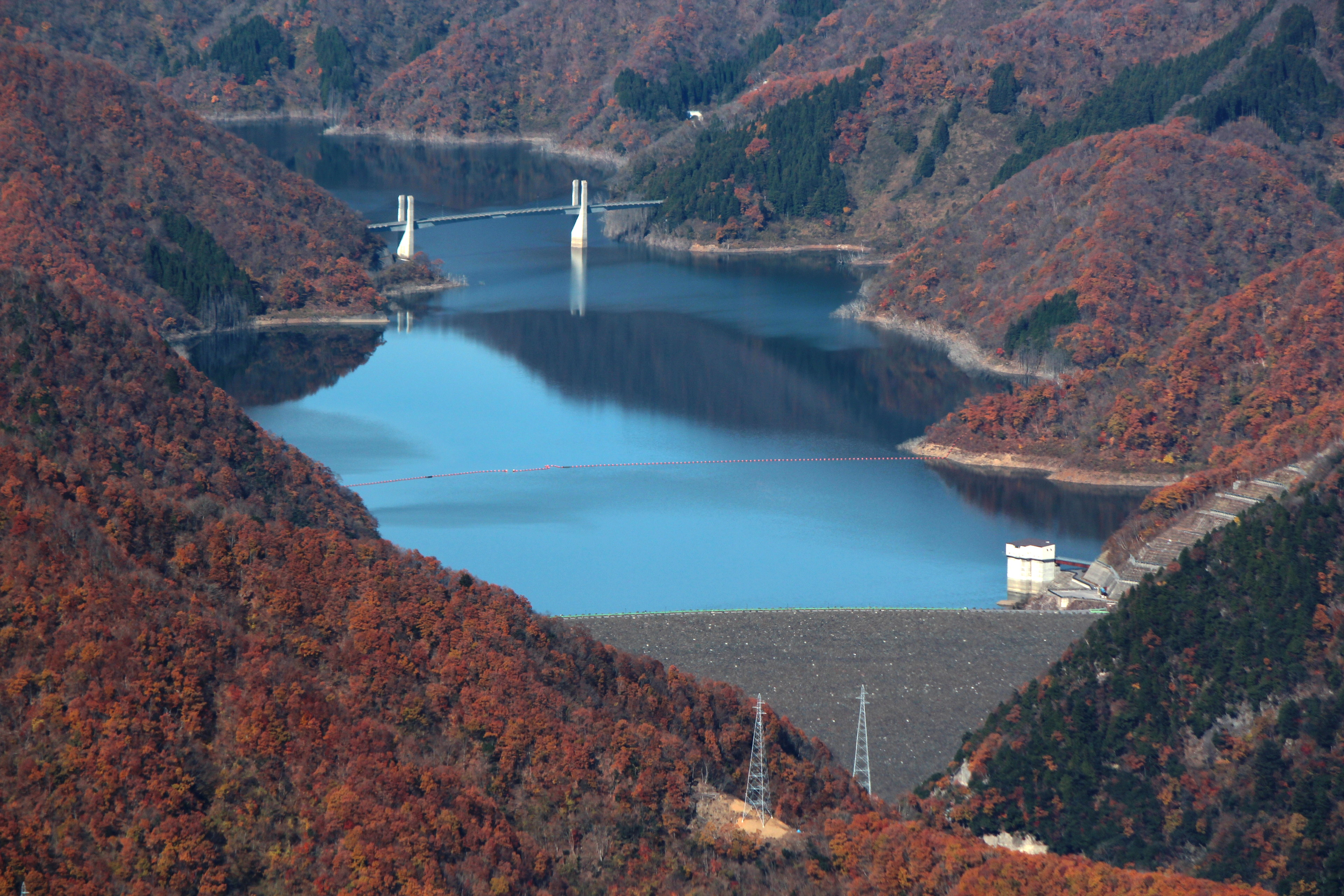
花房山から望む徳山湖

以下が主な源流の河川で、木曽川水系の支流は太平洋へ、九頭竜川水系の支流は日本海へ流れる。
- 白谷[16] - 揖斐川の支流、山頂の南10.8 kmに徳山ダムがある。
- 能郷谷、根尾西谷川[16] - 根尾川の支流。
- 温見川[16] - 真名川の支流（九頭竜川水系）、山頂の北17.5 kmに真名川ダムがある。

### 周辺の峠
- 温見峠 - 国道157号 、山頂から北北東1.9 kmに位置する。標高1,050 mの日本海と太平洋との分水嶺である[14]。

### 交通・アクセス
温見峠付近の登山口までの公共交通機関はなく、自動車またはタクシーがアクセス手段となる。また、国道157号はいわゆる酷道ですれ違いが困難な区間もある。

## 能郷白山の風景

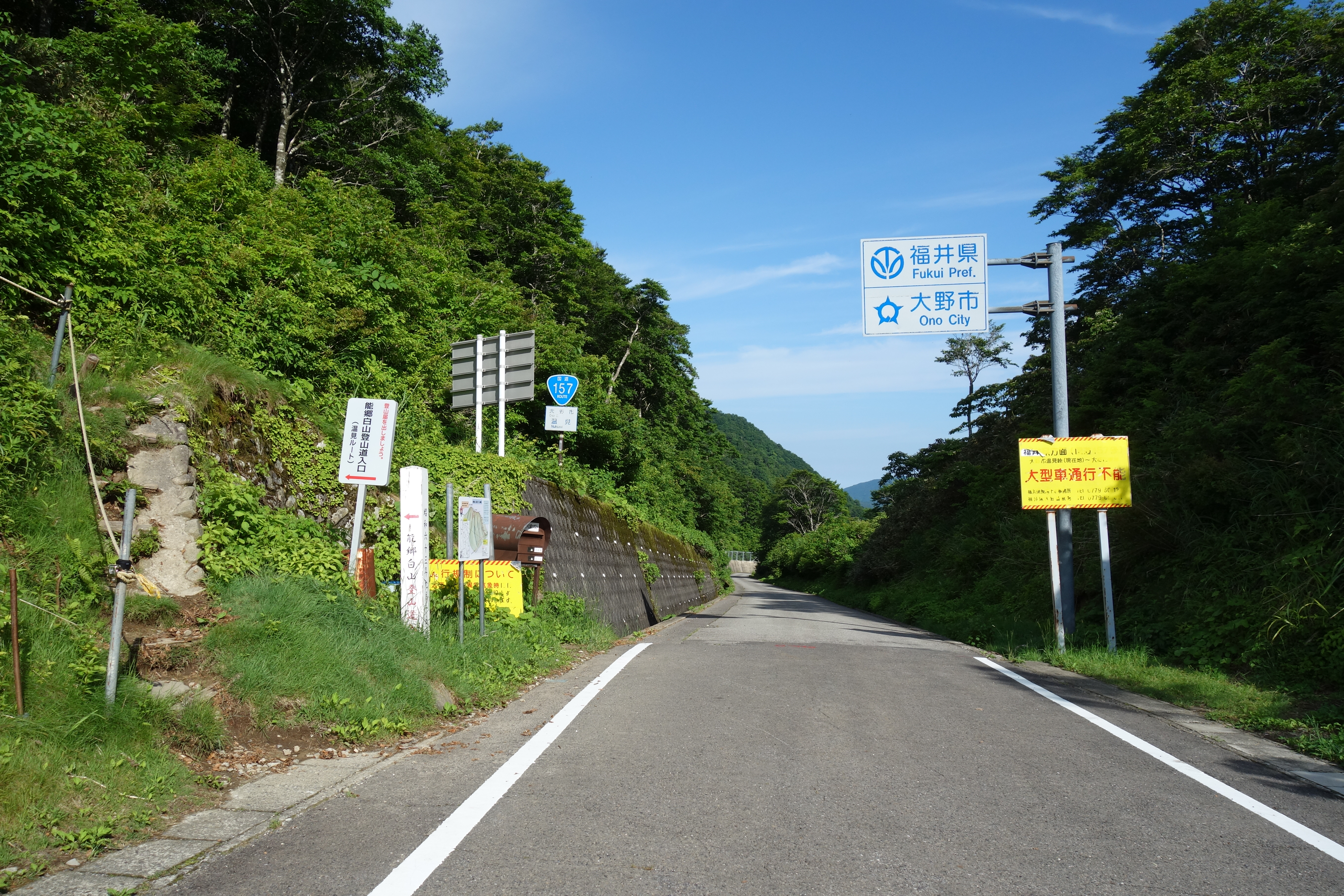
温見峠登山口
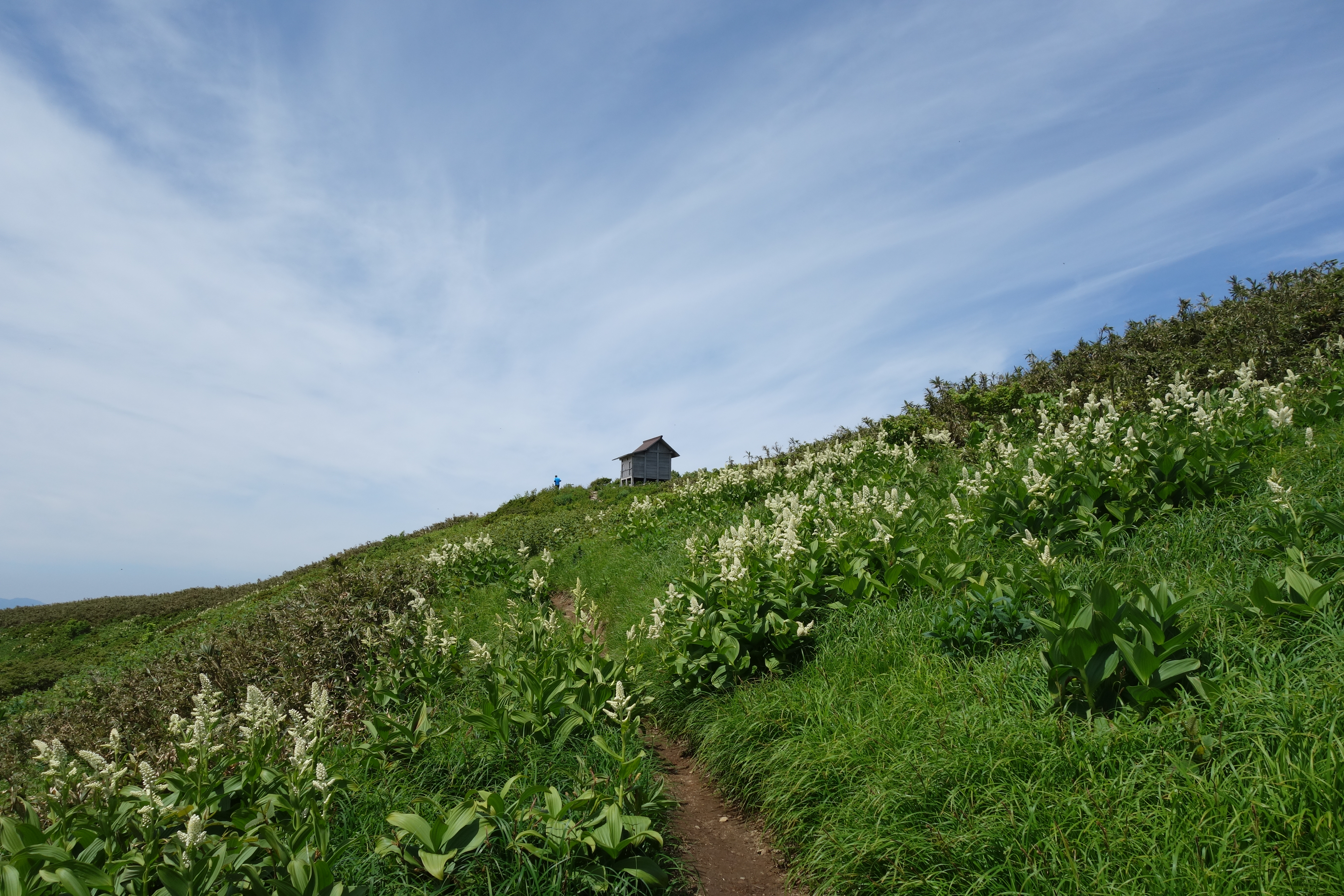
コバイケイソウの群落が広がる山頂
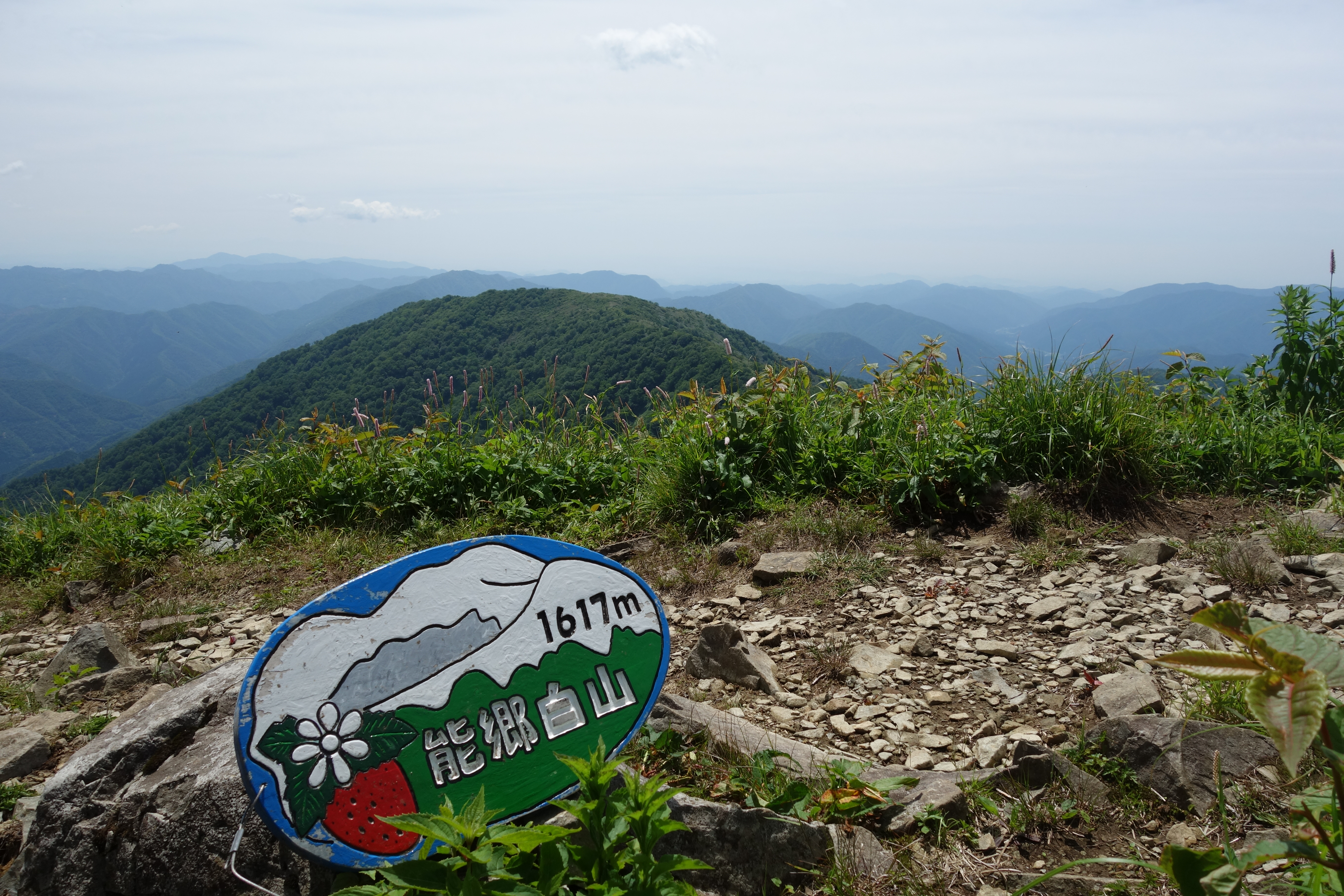
能郷白山山頂にて
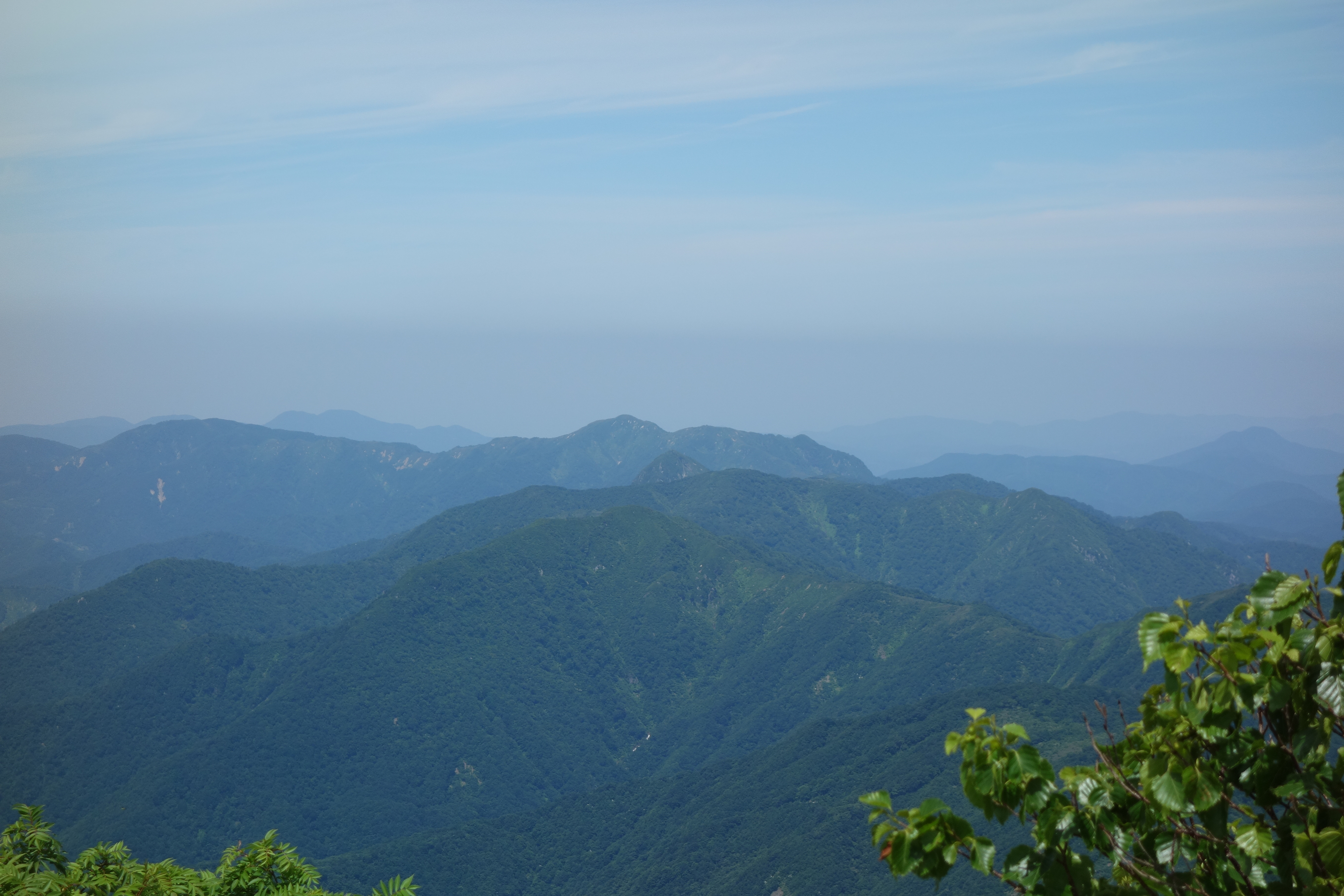
能郷白山から冠山（後方は金草山）

## 能郷白山周辺の風景

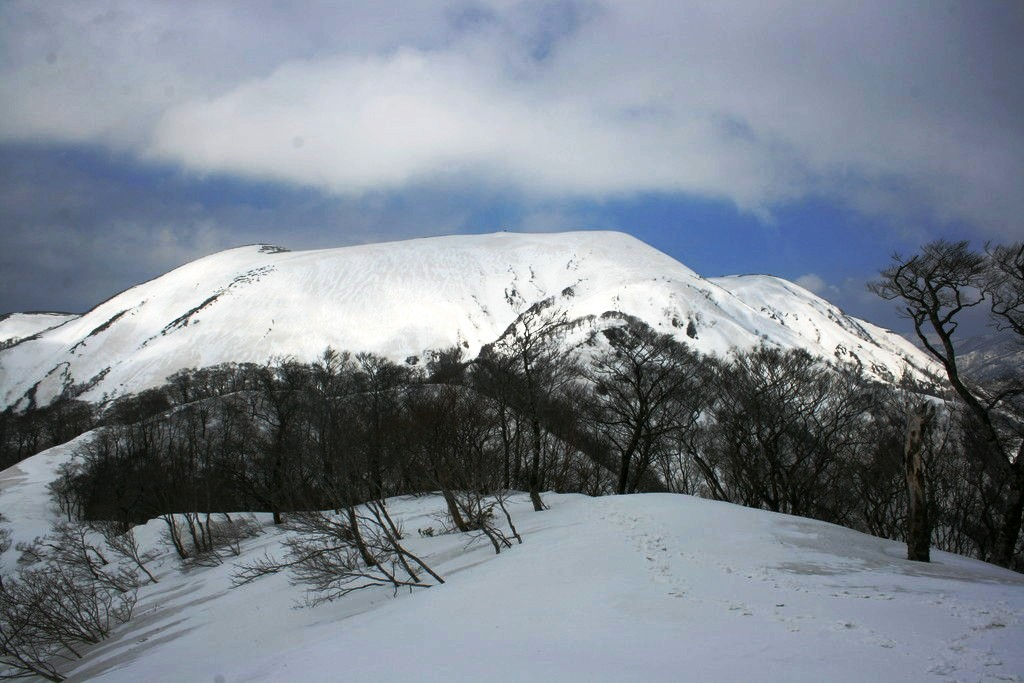
南側の前山付近から望む能郷白山
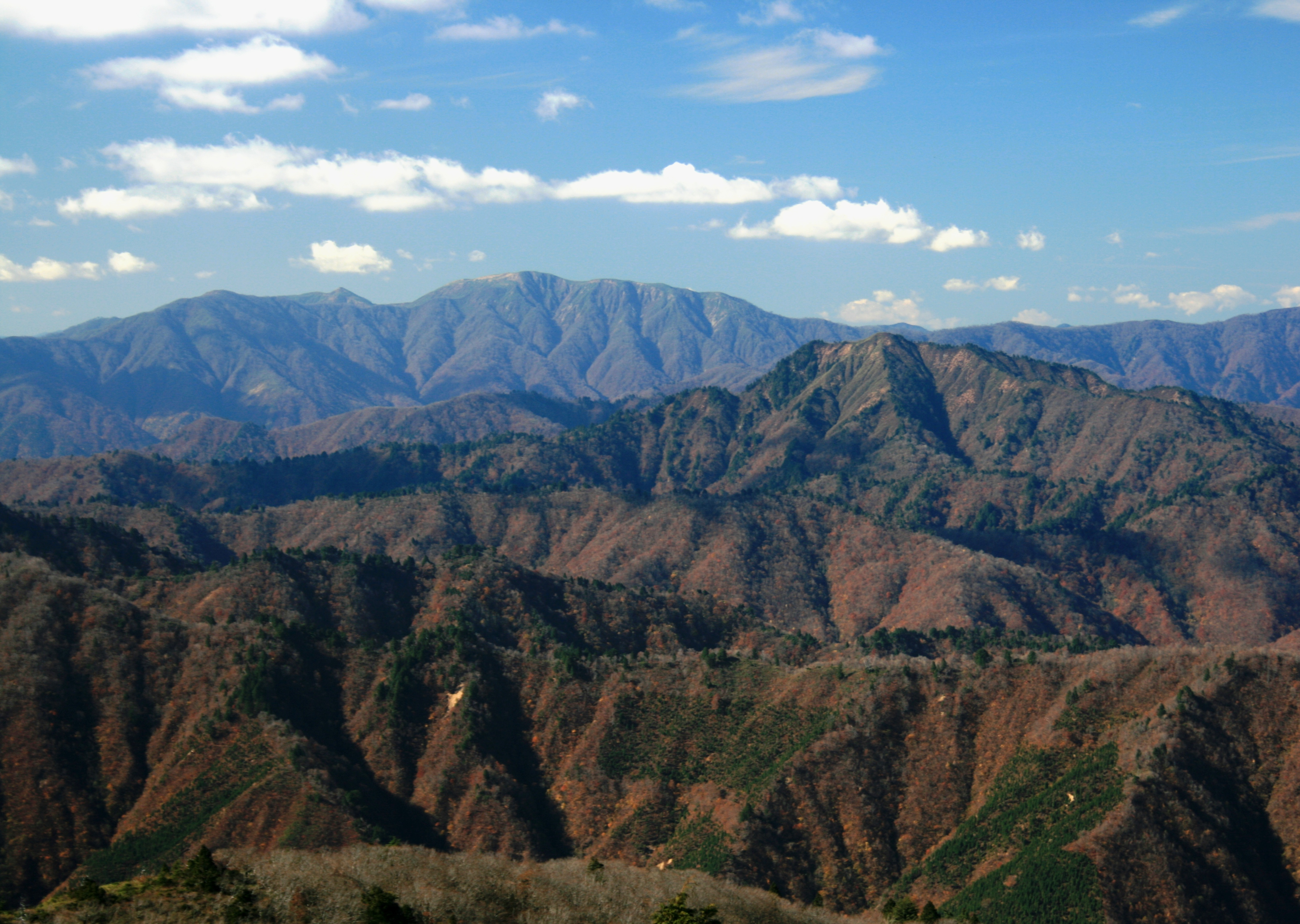
平家岳から望む能郷白山、右手前に屏風山
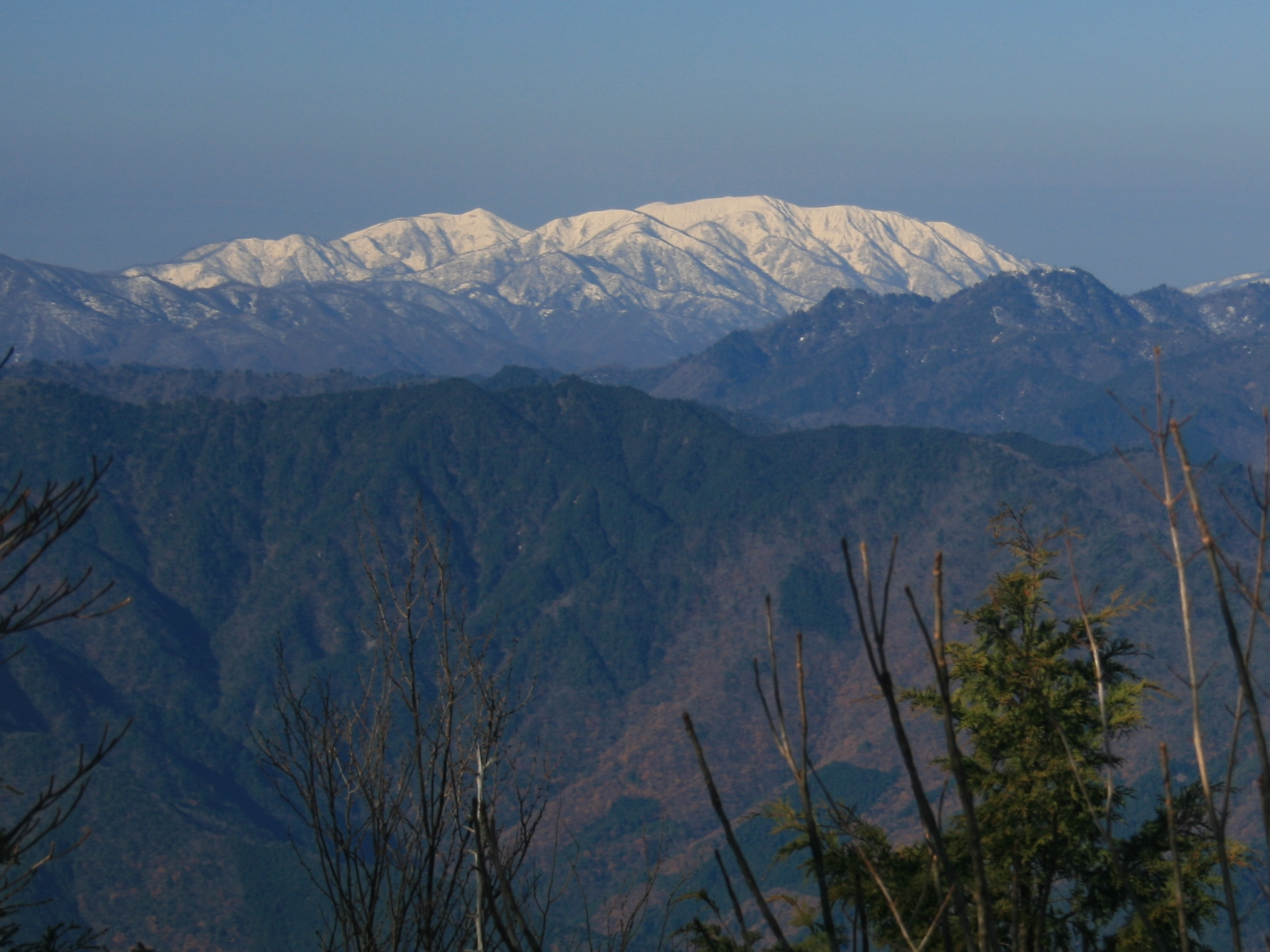
高賀山から望む能郷白山
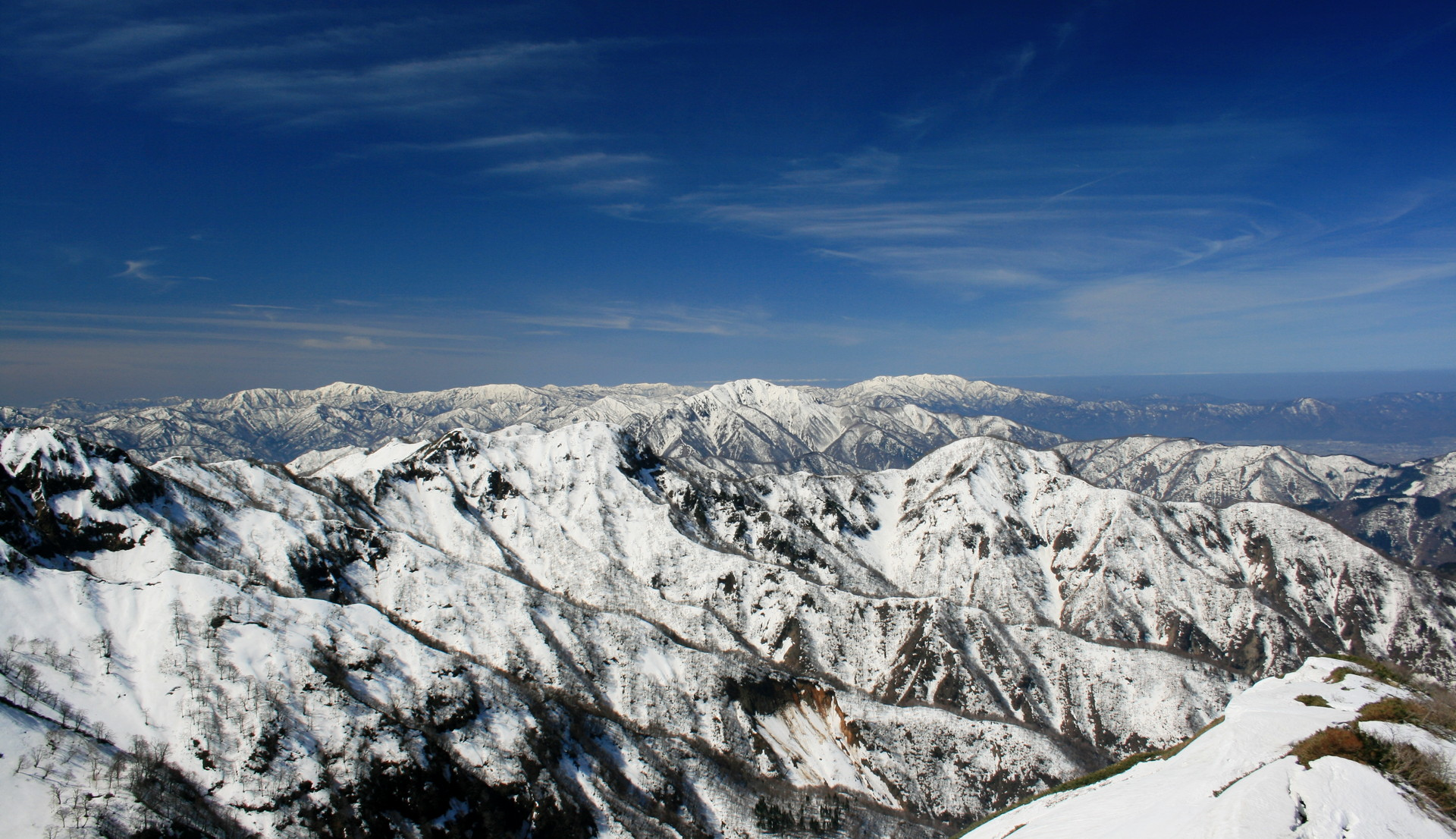
野伏ヶ岳から望む両白山地の山並み、左奥に能郷白山